# Solaris
Solaris — операционная система, разработанная компанией Sun Microsystems для платформы SPARC, с 2010 года принадлежит вместе с активами Sun корпорации Oracle. Несмотря на то, что Solaris — операционная система с закрытым исходным кодом, бо́льшая его часть открыта и опубликована в проекте OpenSolaris.

## История
В начале 1990-х годов Sun Microsystems заменила основанную на BSD SunOS 4 на UNIX System V Release 4 (SVR4), разрабатываемую совместно с AT&T, а также изменила имя SunOS 5 на Solaris 2. После выхода версии 2.6 Sun Microsystems отбросила из имени «2.», и следующая версия называлась уже Solaris 7.
Фактически, Solaris — это операционная система SunOS с графической оболочкой и некоторыми дополнительными компонентами.
Начиная с версии Solaris 9 выпускалась общедоступная (в бинарном виде, то есть с закрытым исходным кодом) некоммерческая версия Solaris по лицензии CDDL. От коммерческой версии она отличалась отсутствием технической поддержки от Sun, печатной документации и некоторого объёма дополнительного проприетарного программного обеспечения (англ. Value Added Software).
В июне 2005 года Sun Microsystems приняла решение открыть значительную часть исходного кода последней версии системы — Solaris 10 и запустить проект OpenSolaris. Стандартные бинарные сборки Solaris 10 были размещены на веб-сайте Sun Microsystems и доступны всем желающим по лицензии CDDL после регистрации на веб-сайте компании.
Разработка следующей версии — Solaris 11 (рабочее название проекта — Solaris Nevada) велась уже в сотрудничестве с сообществом разработчиков OpenSolaris. Вдобавок к исходному коду операционной системы Solaris, Sun Microsystems открыла целый ряд программного обеспечения собственной разработки для неё в рамках проекта OpenSolaris.
С апреля 2010 года новый владелец интеллектуальной собственности — корпорация Oracle, изменил условия лицензирования системы Solaris 10. По новым правилам, продуктом бесплатно, в коммерческих целях, стало разрешено пользоваться только в течение 90 дней, для последующего коммерческого использования Solaris 10 и выпущенной в ноябре 2011 года версии 11 необходимо приобретение контракта на техническую поддержку операционной системы либо целиком системы от Oracle. Бинарные сборки Solaris 10 и 11 по-прежнему доступны на веб-сайте компании после регистрации, но уже по условиям особой разработческой лицензии (Oracle Technology Network Developer License), разрешающей их использование исключительно для разработки и тестирования приложений под платформу Solaris.
2 сентября 2017 года, Саймон Фиппс, бывший сотрудник Sun Microsystems, который не хотел приобретения компании Sun от Oracle, сообщил в Twitter’е, что Oracle уволил много разработчиков Solaris’а, и многие уволенные сотрудники интерпретировали это как знак того, что Oracle больше не намерен поддерживать будущую разработку платформы. В то время, как у Oracle случились увольнения, разработка Solaris 11.4, которая должна выйти в 2018 году, продолжалась.
3 марта 2022 года, компания Oracle представила Solaris 11.4 CBE (Common Build Environment), новый бесплатный вариант операционной системы Solaris 11.4, нацеленный на использование разработчиками открытого ПО и применения в персональных целях. Редакция отличается задействованием непрерывной модели публикации новых версий и близка к редакции Solaris 11.4 SRU (Support Repository Update).

## Поддерживаемые архитектуры
- SPARC (Sun UltraSPARC, Fujitsu SPARC64)[15].
- 32- и 64-битные процессоры x86 производства AMD, Intel и VIA[15].

Поддержка микропроцессоров Itanium (Intel) была запланирована, но не была реализована.
Предпринималась попытка портировать Solaris на архитектуру PowerPC, в 1996 была выпущена 32-битная версия 2.5.1 (Solaris PowerPC Edition) для платформы PReP, однако вскоре от этого отказались. На рубеже 2009 года существовали идеи возрождения поддержки архитектуры PowerPC в OpenSolaris.
В ноябре 2007 IBM, Sun и Sine Nomine Associates продемонстрировали пробную версию OpenSolaris for System z, работающую на мейнфрейме IBM System z под z/VM. Эта версия получила название Sirius. 19 ноября 2008 IBM авторизовала Sirius на процессорах System z IFL.
В Solaris 10 Sun Microsystems реализовала двоичную совместимость с Linux, что позволяет запускать Linux-приложения под Solaris на системах x86 в зонах BrandZ. Планируется двоичная совместимость с FreeBSD. В Solaris SPARC эта функциональность недоступна.
По состоянию на 2009 год Solaris официально поддерживали на некоторых своих системах с архитектурой x86 и x86-64 следующие производители:
- IBM;
- Intel;
- Hewlett-Packard[21];
- Dell[22];
- Fujitsu Siemens Computers[23];
- Core Micro Systems;
- Egenera.

## Графический пользовательский интерфейс

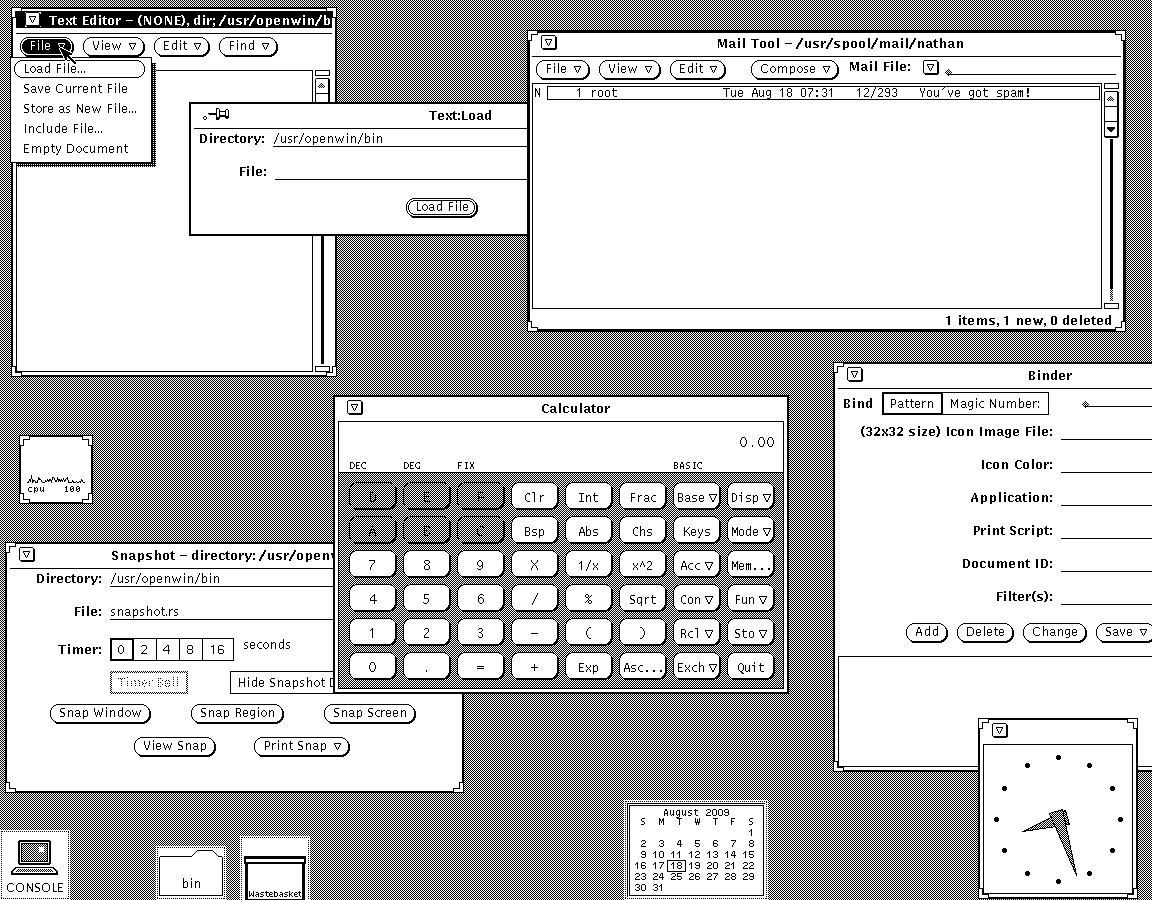
OpenWindows

В первых версиях Solaris использовался GUI OpenWindows. Начиная с версии Solaris 2.6 его сменила CDE, а в версию Solaris 10 включена Sun Java Desktop System Release 3, которая базируется на GNOME. В последние релизы Solaris Express не включается CDE.
Также на сайте blastwave.org находятся скомпилированные пакеты KDE и Xfce.

## Файловые системы
Изначально в Solaris использовалась файловая система UFS. В 2004 Sun Microsystems разработала файловую систему ZFS, которая стала включаться в Solaris 10, начиная с релиза 6/06 (июнь 2006).
Всего Solaris 10 поддерживает 14 файловых систем:
- UFS (Unix File System);
- ZFS (Zettabyte File System);
- SMBFS (SMB);
- VxFS (Veritas File System);
- PCFS (FAT и FAT32);
- HSFS (для CD-ROM);
- TMPFS;
- NFS (Network File System);
- CacheFS;
- AutoFS;
- SpecFS;
- ProcFS;
- SockFS;
- fifos.

## Версии
| Цвет    | Значение                         |
| ------- | -------------------------------- |
| Красный | Старая версия; не поддерживается |
| Жёлтый  | Старая версия; поддерживается    |
| Зелёный | Текущая версия                   |
| Синий   | Будущая версия                   |

| Версия Solaris     | Версия SunOS | Дата выпуска                        | Окончание поддержки   | Особенности |
| ------------------ | ------------ | ----------------------------------- | --------------------- | --- |
| 1.x                | 4.1.x        | Июнь 1992                           | Декабрь 1999          | Ребрендинг SunOS 4 в маркетинговых целях |
| 2.0                | 5.0          | Июнь 1992                           | Май 2000              | Предварительный выпуск (сначала только для разработчиков), поддержка архитектуры sun4c. Появление NIS+. |
| 2.1                | 5.1          | Декабрь 1992 (SPARC) Май 1993 (x86) | Август 2000           | Поддержка архитектур sun4 и sun4m. Первая версия для x86. Первый релиз Solaris 2, поддерживающий симметричную мультипроцессорность (SMP). |
| 2.2                | 5.2          | Май 1993                            | Январь 2001           | Только для SPARC. Впервые поддержка архитектуры sun4d. Поддержка многопоточных библиотек. |
| 2.3                | 5.3          | Ноябрь 1993                         | Июль 2001             | Только для SPARC. OpenWindows 3.3 переходит с NeWS на Display PostScript и прекращает поддержку SunView. Добавлена поддержка файловых систем autofs и CacheFS. |
| 2.4                | 5.4          | Ноябрь 1994                         | Апрель 2002           | Первый общий релиз для SPARC и x86. Включает поддержку Motif. |
| 2.5                | 5.5          | Ноябрь 1995                         | Октябрь 2003          | Впервые поддерживаются процессоры UltraSPARC. Включает CDE, NFSv3 и NFS/TCP. Архитектура sun4 (VMEbus) больше не поддерживается. Добавлены POSIX Threads и Doors. |
| 2.5.1              | 5.5.1        | Май 1996                            | Ноябрь 2001           | Единственный релиз для PowerPC. Добавлена поддержка Ultra Enterprise. |
| 2.6                | 5.6          | Июль 1997                           | Август 2004           | Включает Kerberos 5, PAM, шрифты TrueType, WebNFS, поддержку больших файловых систем и procfs. Прекращена поддержка серии SPARCserver 600MP. |
| 7                  | 5.7          | Ноябрь 1998                         | Январь 2009           | Первый 64-битный релиз для UltraSPARC. Прекращена поддержка Micro Channel architecture для x86. |
| 8                  | 5.8          | Февраль 2000                        | Май 2010              | Включает Multipath I/O, Solaris Volume Manager, IPMP, отладчик mdb; поддержка IPv6 и IPsec. Представлено управление доступом на основе ролей. Прекращена поддержка sun4c. |
| 9                  | 5.9          | 22 мая 2002                         | Ноябрь 2013           | Добавлены iPlanet Directory Server, Resource Manager, extended file attributes, IKE IPsec keying, и совместимость с Linux. Отсутствуют OpenWindows и поддержка sun4d. |

Логотип Solaris 10 до покупки корпорацией Oracle

| 10                 | 5.10         | 31 января 2005                      | Июль 2023-Ноябрь 2023 | Solaris 10 03/05 (GA релиз). Включает поддержку платформы «x64» (x86-64). Технологии DTrace, Solaris Containers, Service Management Facility (SMF) и NFSv4. Прекращена поддержка sun4m и UltraSPARC I. Добавлена Java Desktop System в качестве основной среды рабочего стола. - В Solaris 10 1/06 добавлен загрузчик GRUB на платформе x86. Поддержка инициатора iSCSI. - В Solaris 10 6/06 добавлена поддержка файловой системы ZFS. - В Solaris 10 11/06 добавлены Solaris Trusted Extensions и Logical Domains. - В Solaris 10 8/07 добавлена поддержка Samba Active Directory, IP Instances (часть проекта OpenSolaris Network Virtualization and Resource Control), контейнеры для Linux-приложений (на основе BrandZ) и улучшенная версия Resource Capping Daemon (rcapd). - В Solaris 10 5/08 увеличена производительность Solaris Containers, введена поддержка SpeedStep для процессоров Intel и PowerNow! для AMD. - В Solaris 10 10/08 добавлена возможность загрузки с ZFS и использования ZFS в качестве корневой файловой системы. Улучшена виртуализация с помощью Solaris Containers и Logical Domains. - В Solaris 10 5/09 улучшена производительность и управление энергопотреблением на процессорах Intel Nehalem; улучшена поддержка ZFS. - В Solaris 10 10/09 добавлены квоты ZFS. - В Solaris 10 09/10 добавлена возможность physical-to-virtual миграции физических хостов Solaris 10 внутрь branded Solaris Containers, Triple-parity RAID-Z, Oracle Solaris Auto Registration.< - В Solaris 10 08/11 добавлена поддержка процессоров SPARC T4, уменьшено время перезагрузки на платформе SPARC. - В Solaris 10 01/13 добавлена поддержка процессоров SPARC T5, введено автоматическое разрешение пакетных зависимостей при установке системы в текстовом и графическом режимах, поддержка устройств USB 3.0 |
| 11 Express 2010.11 | 5.11         | 15 ноября 2010                      | Январь 2012           | Предварительная (Early Adopter) версия Solaris 11, основанная на сборке OpenSolaris snv_151a. |
| 11                 | 5.11         | 9 ноября 2011                       | Октябрь 2025-Май 2029 | Solaris 11 11/11 (snv_b175) — Первый GA релиз Solaris 11. Также были исправленные релизы: - Solaris 11.1. - Solaris 11.2. - Solaris 11.3. - Solaris 11.4 |